# Przełaz (Zimny Dół)
Przełaz – grupa skał w dolinie Zimny Dół we wsi Czułów w województwie małopolskim, w powiecie krakowskim, w gminie Liszki. Pod względem geograficznym jest to obszar  Garbu Tenczyńskiego będącego południowym fragmentem Wyżyny Krakowsko-Częstochowskiej.
Skały Przełazu znajdują się na porośniętych lasem orograficznie prawych zboczach Zimnego Dołu, w obrębie rezerwatu przyrody Zimny Dół. Przy drodze prowadzącej dnem Zimnego Dołu znajduje się tablica informacyjna rezerwatu i Małopolskiego Szlaku Turystycznego. Od tablic tych prowadzi pomiędzy skałami ścieżka dydaktyczna. Skały Przełazu znajdują się w dolnej części zbocza, wyżej, ponad nimi znajdują się skały Labiryntu. Zbudowane z wapienia zrostkowego skały Przełazu tworzą różnorodne baszty, skalne grzyby. Ich charakterystyczną cechą jest tworzenie okapów, często o znacznym wysięgu. Wspinacze uprawiający na nich bouldering nadali skałom nazwy. W sumie skał tych jest 7 i tworzą dwie grupki: Wielki Dach i Abecadło. Od czasu utworzenia rezerwatu przyrody wspinaczka na skałach jest zabroniona. Skały Wielkiego Dachu tworzą duży okap, pod którym znajduje się schronisko z trzema otworami.
Oprócz skał Przełazu i Labiryntu w obrębie rezerwatu przyrody Zimny Dół znajduje się skała o nazwie Wielka Zerwa, będąca najwyższą skałą w rezerwacie, oraz grupy skalne: Głazy i Kanion. 

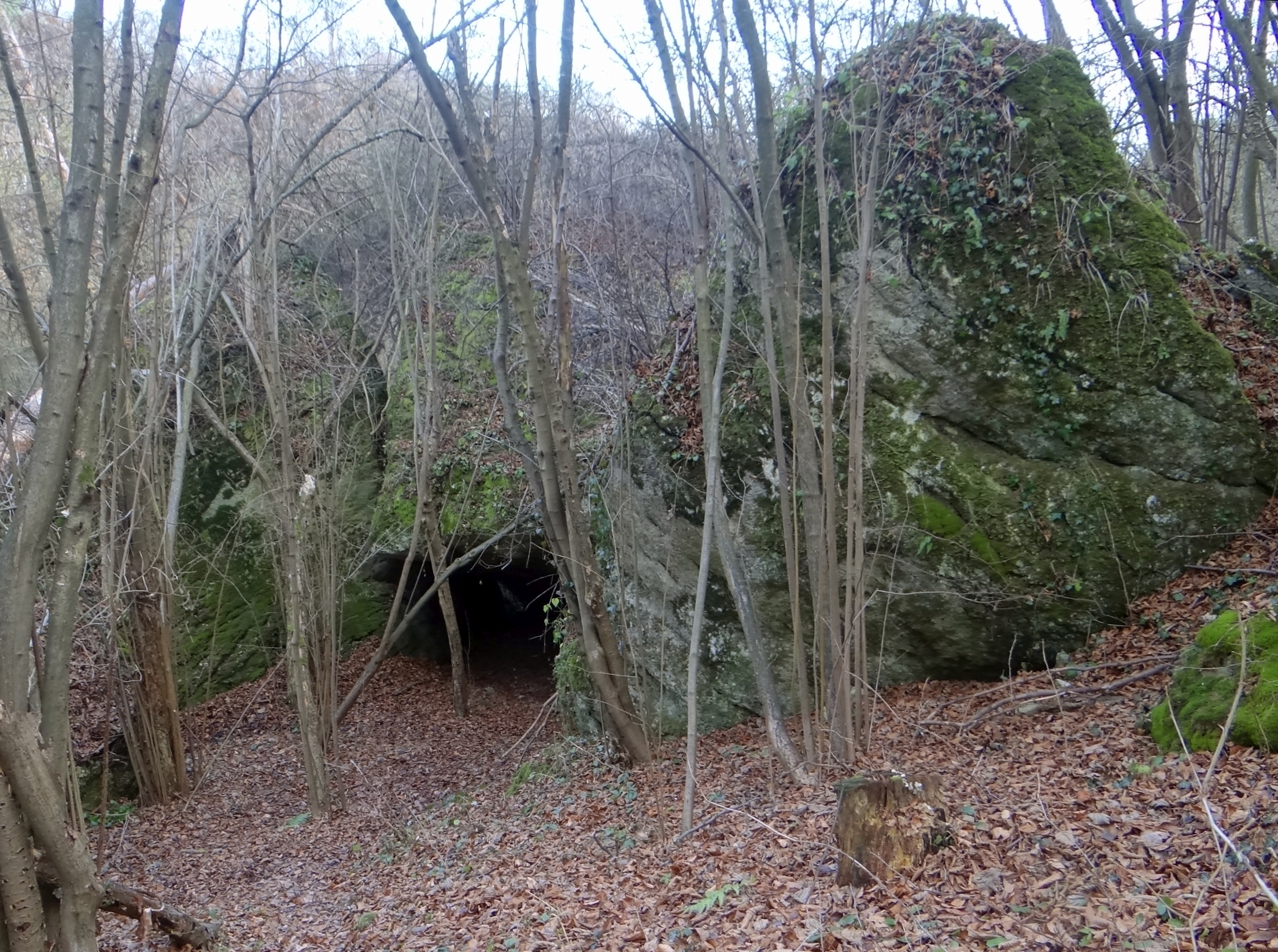
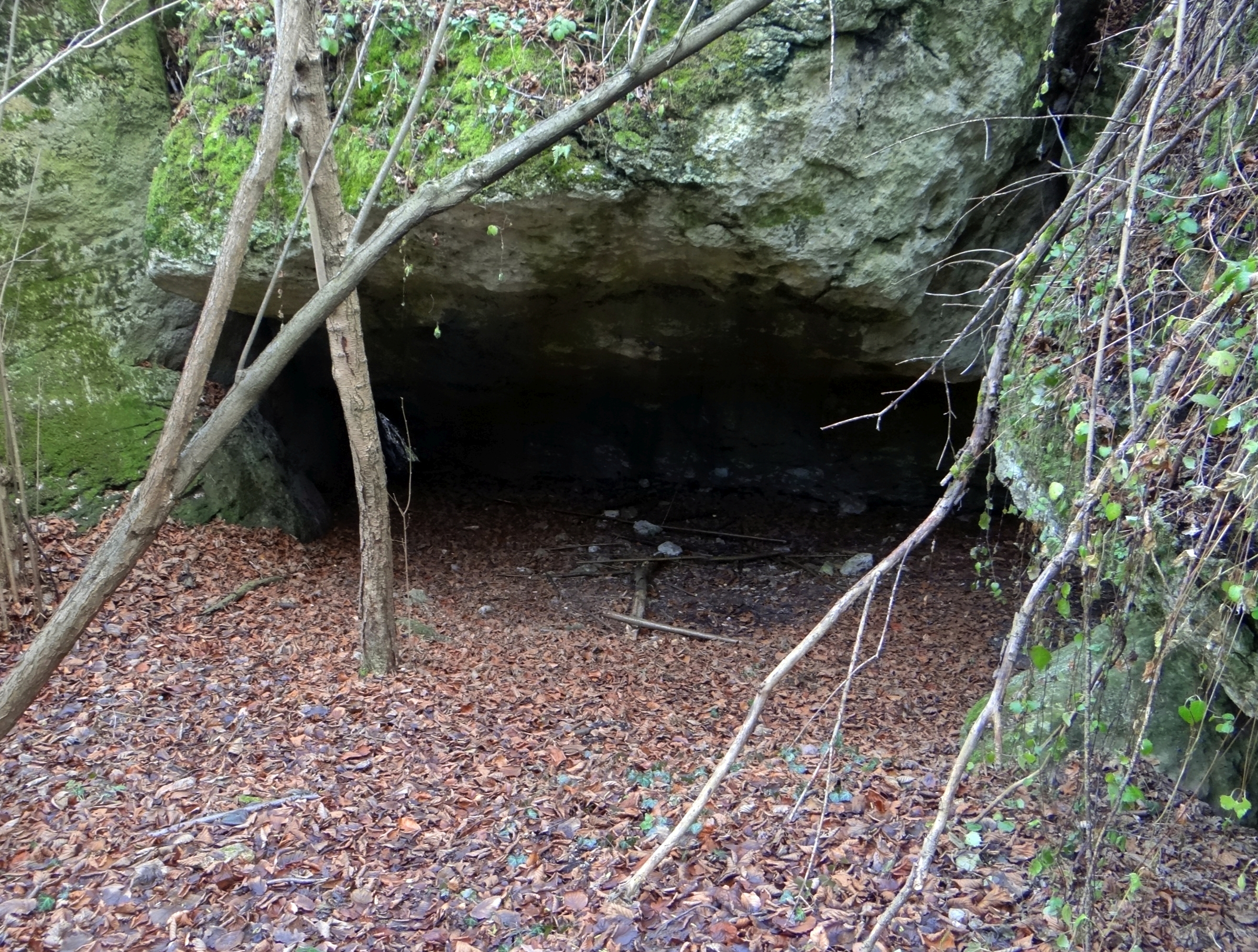
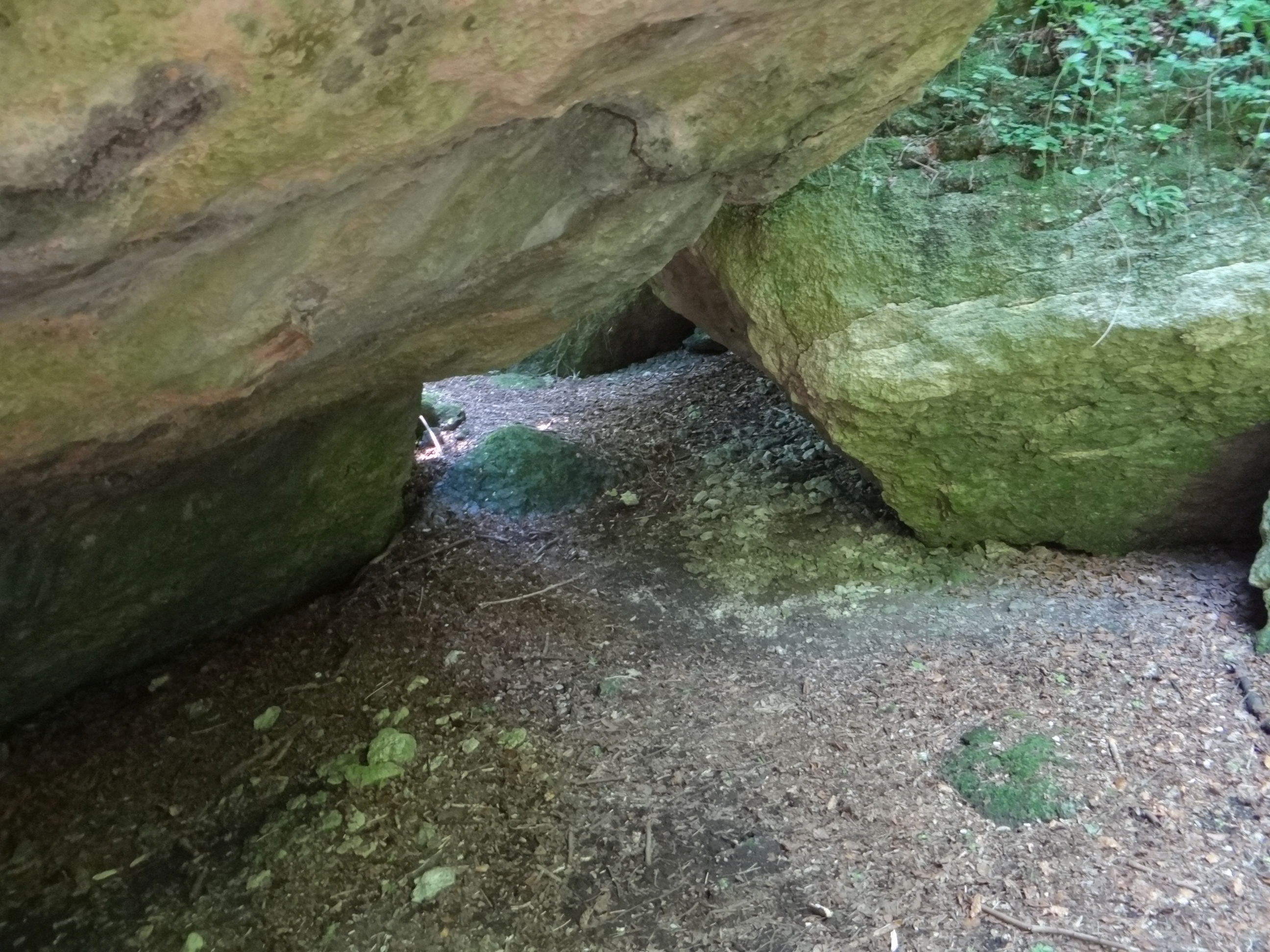
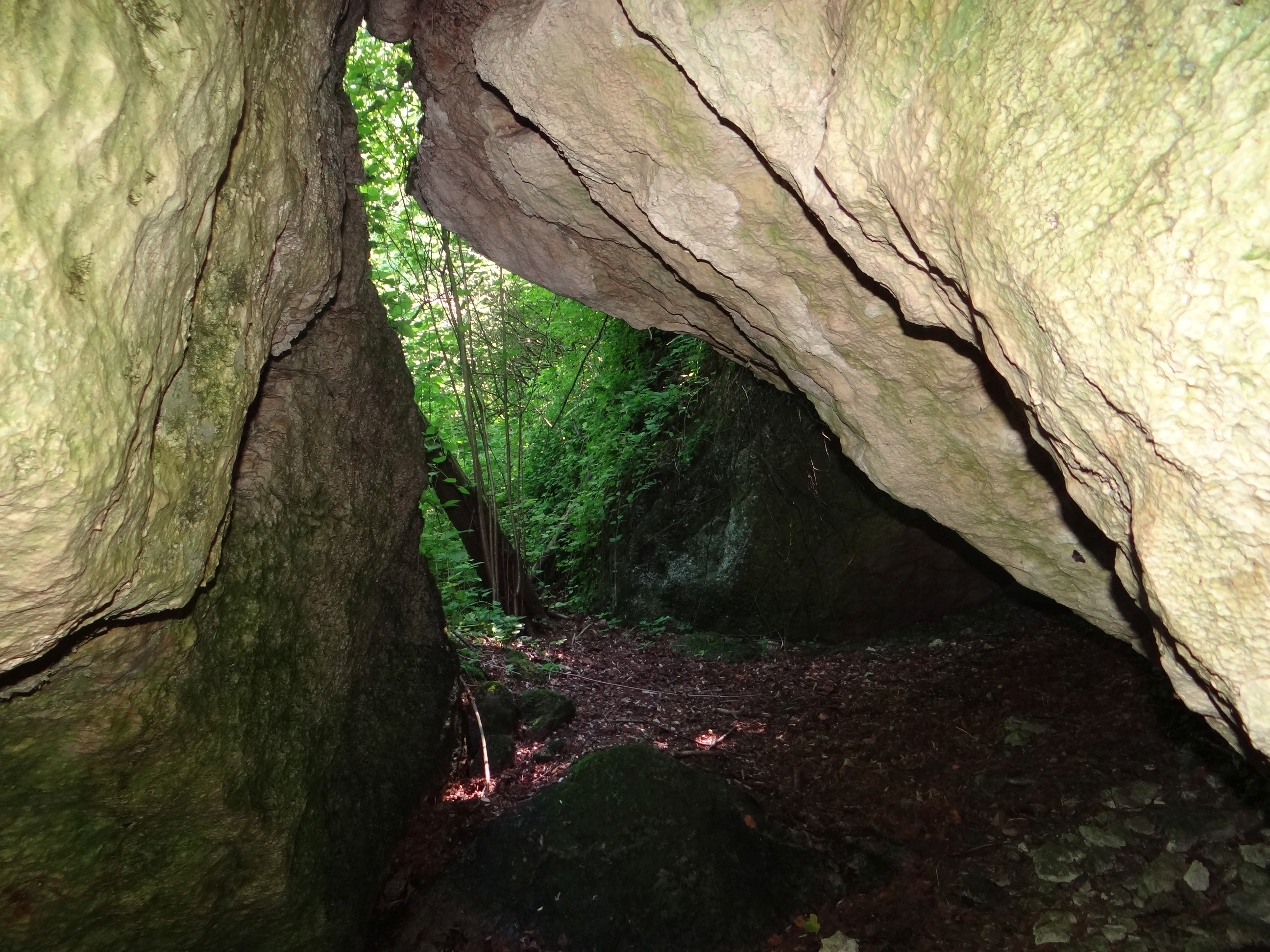